# 2001년 뉴욕 영화 비평가 협회상
제67회 뉴욕 영화 비평가 협회상은 2002년 1월 6일에 열린 시상식이다.

## 수상 및 후보

### 작품상
- 멀홀랜드 드라이브

### 감독상
- 고스포드 파크 - 로버트 알트만 수상

### 각본상
- 고스포드 파크 - 줄리안 펠로위스 수상

### 여우주연상
- 침실에서 - 씨씨 스페이식 수상

### 남우주연상
- 침실에서 - 톰 월킨슨 수상

### 여우조연상
- 고스포드 파크 - 헬렌 미렌 수상

### 남우조연상
- 판타스틱 소녀 백서 - 스티브 부세미 수상

### 촬영상
- 화양연화 - 크리스토퍼 도일 수상
- 화양연화 - 리판빙 수상

### 애니메이션상
- 웨이킹 라이프

### 다큐멘터리상
- 이삭줍는 사람들과 나 - 아녜스 바르다 수상

### 외국영화상
- 화양연화

### 신인작품상
- 침실에서

### 특별상
- 롤라 - 자크 데미 수상